# مصطفى بابا ديوب
مصطفى بابا ديوب (بالفرنسية: Mustapha Papa Diop)‏ (1 مايو 1987 بالسنغال - ) هو لاعب كرة قدم سنغالي في مركز الوسط. لعب مع أولمبيك مارسيليا ونادي أودنسه ونادي  فيون ‏.

## وصلات خارجية
- مصطفى بابا ديوب على موقع قاعدة بيانات كرة القدم.إي يو (الإنجليزية)